# Soy tu fan: la película
Soy tu fan: La película  es una película mexicana de comedia romántica de 2022 dirigida por Mariana Chenillo. La película se estrenó el 8 de septiembre de 2022 y está protagonizada por Ana Claudia Talancón y Martín Altomaro junto a Edwarda Gurrola, Maya Zapata, Gonzalo García Vivanco, Marcela Guirado, Juan Pablo Medina y Johanna Murillo. Es la continuación de la serie del mismo nombre Soy tu fan.

## Sinopsis
Charly deja a Nicolás minutos antes de casarse. Años después, el destino los junta en una boda. Tras varios días de fiesta, la amenaza de un huracán les llevará a descubrir que su historia de amor aún no ha terminado.

## Reparto
- Ana Claudia Talancón como Carla "Charly" García
- Martín Altomaro como Nicolás "Nico" Cruz
- Edwarda Gurrola como Vanessa Berrón
- Maya Zapata como Rocío Lozano
- Gonzalo García Vivanco como Diego García
- Marcela Guirado como Ana Solís
- Juan Pablo Medina como Iñaki Díaz de Olavarrieta
- Johanna Murillo como  Fernanda de la Peza
- Verónica Langer como Marta Molina
- Camila Selser como Nini
- Jero Medina como Joel
- Martha Claudia Moreno como Perla
- Antonia Mayer como Billie
- Luciana Miquirray como Juana
- Daniel Tovar como Antonio "Tony"
- Paola Rojas como Jeanette